# ゴールデン歌まつり
『ゴールデン歌まつり』（ゴールデンうたまつり）は、1965年10月6日から1966年1月26日までフジテレビ系列局で放送されていたフジテレビ製作の歌謡番組である。放送時間は毎週水曜 20:00 - 20:56 （日本標準時）。
キスミーコスメチックス（現・伊勢半。クレジット上ではキスミー化粧品名義）の一社提供番組で、レコード会社7社からの協力を得て制作されていた。

## 出演者

### 司会
- 牧伸二
- 葉村セツコ

### 出場歌手
- 和田弘とマヒナスターズ
- 田代美代子
- こまどり姉妹
- 北島三郎
- 井沢八郎
- 日野てる子
- バーブ佐竹
- 三波春夫
- 舟木一夫
- 太田博之

- 本間千代子
- 園まり
- 山田太郎
- 水前寺清子
- 橋幸夫
- 三田明
- 三沢あけみ
- 久保浩
- 吉永小百合
- 石原裕次郎